# Stenåldern kan börja
Stenåldern kan börja är ett album av bob hund som släpptes den 28 mars 2001.

## Låtlista
1. "1002"
2. "Dansa efter min pipa"
3. "Sista beställningen"
4. "Papperstrumpeten"
5. "F. ö. stal hon mitt hjärta"
6. "Och där står du"
7. "En som stretar emot"
8. "Glöm allt du lärt dig"
9. "Ner på jorden"
10. "Skall du hänga med? Nä!!"
11. "Stora tankar i lilla berg- och dalbanan"
12. "Våffeljärnet"
13. "Invandraren"

## Listplaceringar
| Lista (2001) | Topplacering |
| ------------ | ------------ |
| Norge        | 3            |
| Sverige      | 1            |